# هوبره کاکل‌نخودی
هوبره کاکل‌نخودی (نام علمی: Lophotis gindiana) نام یک گونه از سرده هوبره‌های کاکلی است.